# This Old Heart of Mine (Is Weak for You)
This Old Heart of Mine (Is Weak For You) (in italiano: Questo vecchio mio cuore (è debole per te)) è una canzone soul, scritta dagli autori della Motown Holland-Dozier-Holland e Sylvia Moy nel 1966 per gli The Isley Brothers.

## Altre versioni
- 1966, The Supremes nel loro album The Supremes A' Go-Go
- 1966, The Zombies
- 1969, Tammi Terrell nella sua raccolta Irresistible
- 1976, Rod Stewart in duetto con Ronald Isley
- 1983, Randy Crawford
- 1990, The Contours
- 1992, il gruppo olandese Luv'
- 2012, Stefanie Heinzmann
- 2014, Boyzone nel loro album Dublin to Detroit